# 那古船形站
那古船形站（日语：／ Nakofunakata eki */?）是位於千葉縣館山市船形227號，東日本旅客鐵道（JR東日本）的內房線車站。

## 歷史

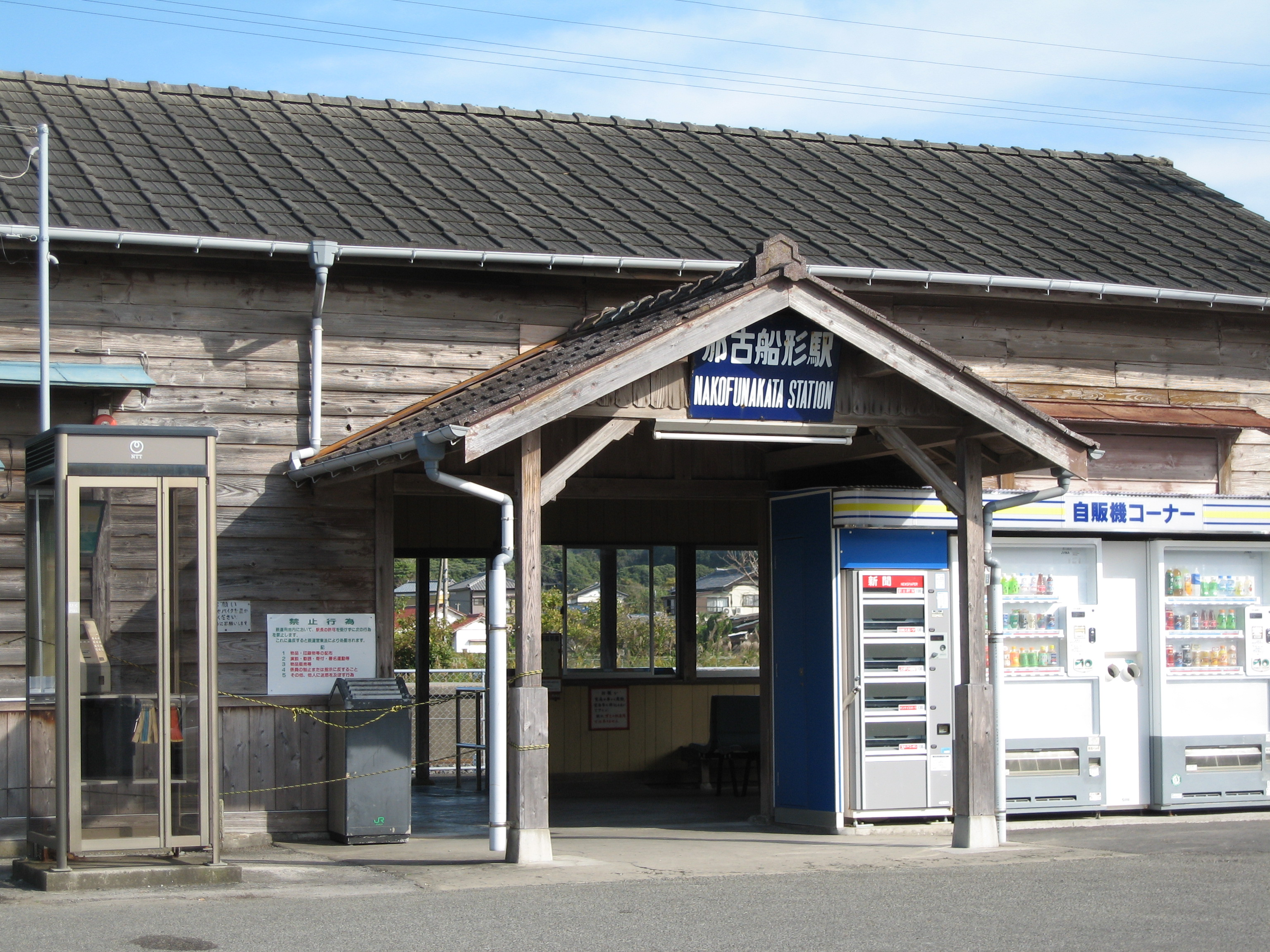
外牆塗裝前的車站大樓（2006年11月25日）

- 1918年（大正7年）8月10日：車站啟用[1]。
- 1987年（昭和62年）4月1日：伴隨國鐵分割民營化，車站由東日本旅客鐵道（JR東日本）營運[1]。
- 2009年（平成21年）3月14日：此站可以使用IC卡「Suica」[2]。成為東京近郊區間區域內[2]。
- 2019年（平成31年）  
  - 3月16日：舊1號月台（千葉方向月台）撤走，成為單線月台[3]。
  - 4月1日：當時成為整日無人車站[4]。

## 車站構造

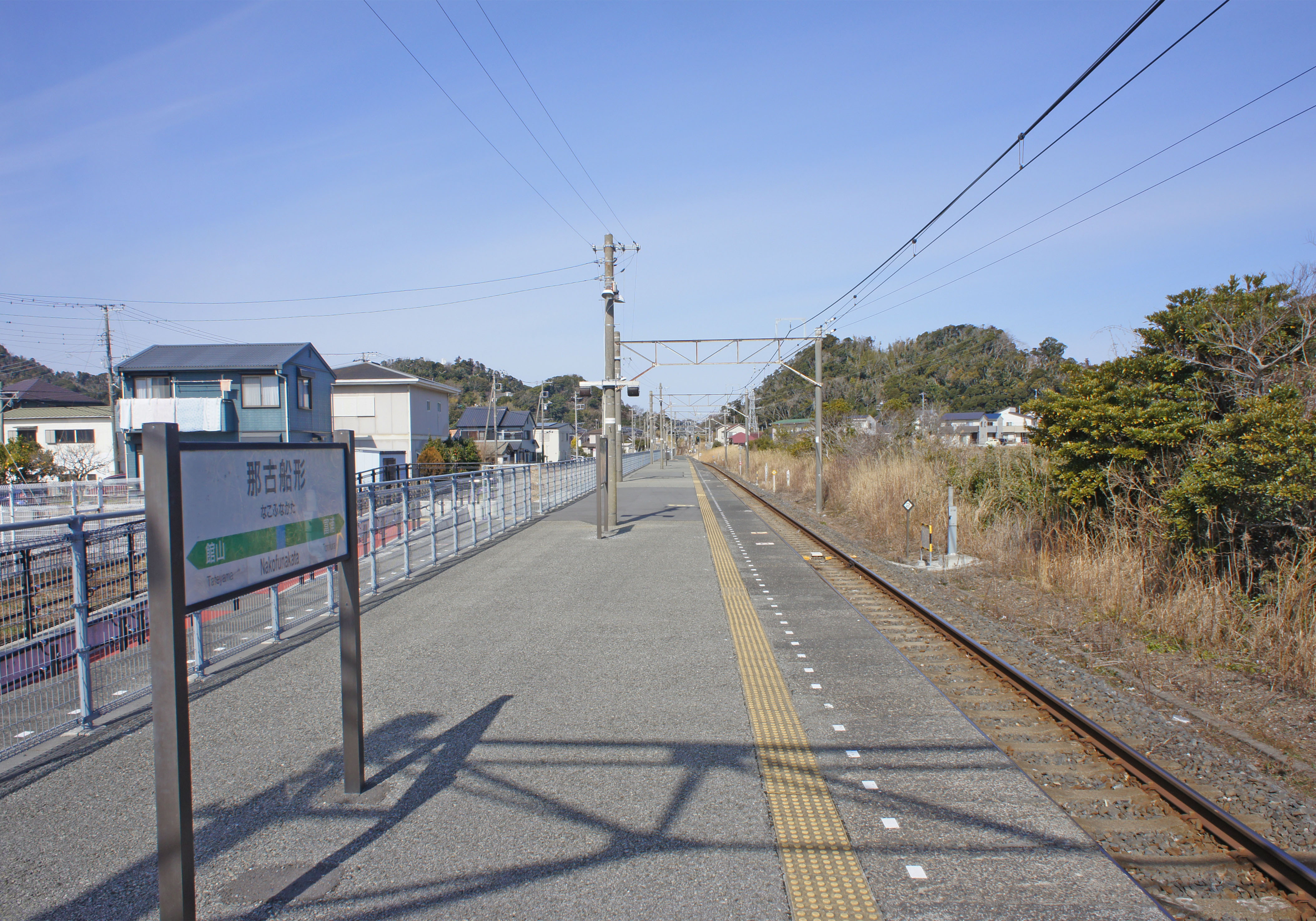
月台（2022年2月12日）

此站是地面車站，設有1面1線的單式月台。月台沒有提高高度。在2019年前，此站曾經設有列車交會設備。舊1號月台的路軌、架空電纜、信號燈和跨線橋，遺址變成了車站大樓與月台之間的通道。該通道在2019年8月24日開始使用。
此站是由館山站管理的無人車站。此站設有簡易Suica閘機。在有人車站時代，此站設有自動售票機。在櫃臺營業時間內，Suica增值機可提供服務，在成為無人車站便撤走。此站至館山站之間會受到強風影響，使車站限制減低，甚至暫停行駛。隨著2019年成為單式月台，列車不可使用折返，在暫停行駛時候，列車需要在富浦站折返。

### 月台
| 月台 | 路線    | 上下行 | 方向               |
| ---- | ------- | ------ | ------------------ |
| 1    | ■內房線 | 上行   | 木更津、千葉方向   |
| 1    | ■內房線 | 下行   | 館山、安房鴨川方向 |

參考
- 月台可容納11卡車廂。

## 使用狀況
在2017年（平成29年）度1日平均乘車人次為175人，以下為乘車人次變化列表：
| 乘車人次變化       | 乘車人次變化     | 乘車人次變化 |
| 年度               | 1日平均 乘車人次 | 參考資料     |
| ------------------ | ---------------- | ------------ |
| 1990年（平成02年） | 450              | [ * 1 ]      |
| 1991年（平成03年） | 458              | [ * 2 ]      |
| 1992年（平成04年） | 444              | [ * 3 ]      |
| 1993年（平成05年） | 431              | [ * 4 ]      |
| 1994年（平成06年） | 436              | [ * 5 ]      |
| 1995年（平成07年） | 394              | [ * 6 ]      |
| 1996年（平成08年） | 375              | [ * 7 ]      |
| 1997年（平成09年） | 343              | [ * 8 ]      |
| 1998年（平成10年） | 332              | [ * 9 ]      |
| 1999年（平成11年） | 318              | [ * 10 ]     |
| 2000年（平成12年） | 298              | [ * 11 ]     |
| 2001年（平成13年） | 283              | [ * 12 ]     |
| 2002年（平成14年） | 266              | [ * 13 ]     |
| 2003年（平成15年） | 254              | [ * 14 ]     |
| 2004年（平成16年） | 230              | [ * 15 ]     |
| 2005年（平成17年） | 229              | [ * 16 ]     |
| 2006年（平成18年） | 228              | [ * 17 ]     |
| 2007年（平成19年） | 209              | [ * 18 ]     |
| 2008年（平成20年） | 209              | [ * 19 ]     |
| 2009年（平成21年） | 214              | [ * 20 ]     |
| 2010年（平成22年） | 207              | [ * 21 ]     |
| 2011年（平成23年） | 197              | [ * 22 ]     |
| 2012年（平成24年） | 188              | [ * 23 ]     |
| 2013年（平成25年） | 195              | [ * 24 ]     |
| 2014年（平成26年） | 184              | [ * 25 ]     |
| 2015年（平成27年） | 186              | [ * 26 ]     |
| 2016年（平成28年） | 185              | [ * 27 ]     |
| 2017年（平成29年） | 175              | [ * 28 ]     |

## 車站周邊

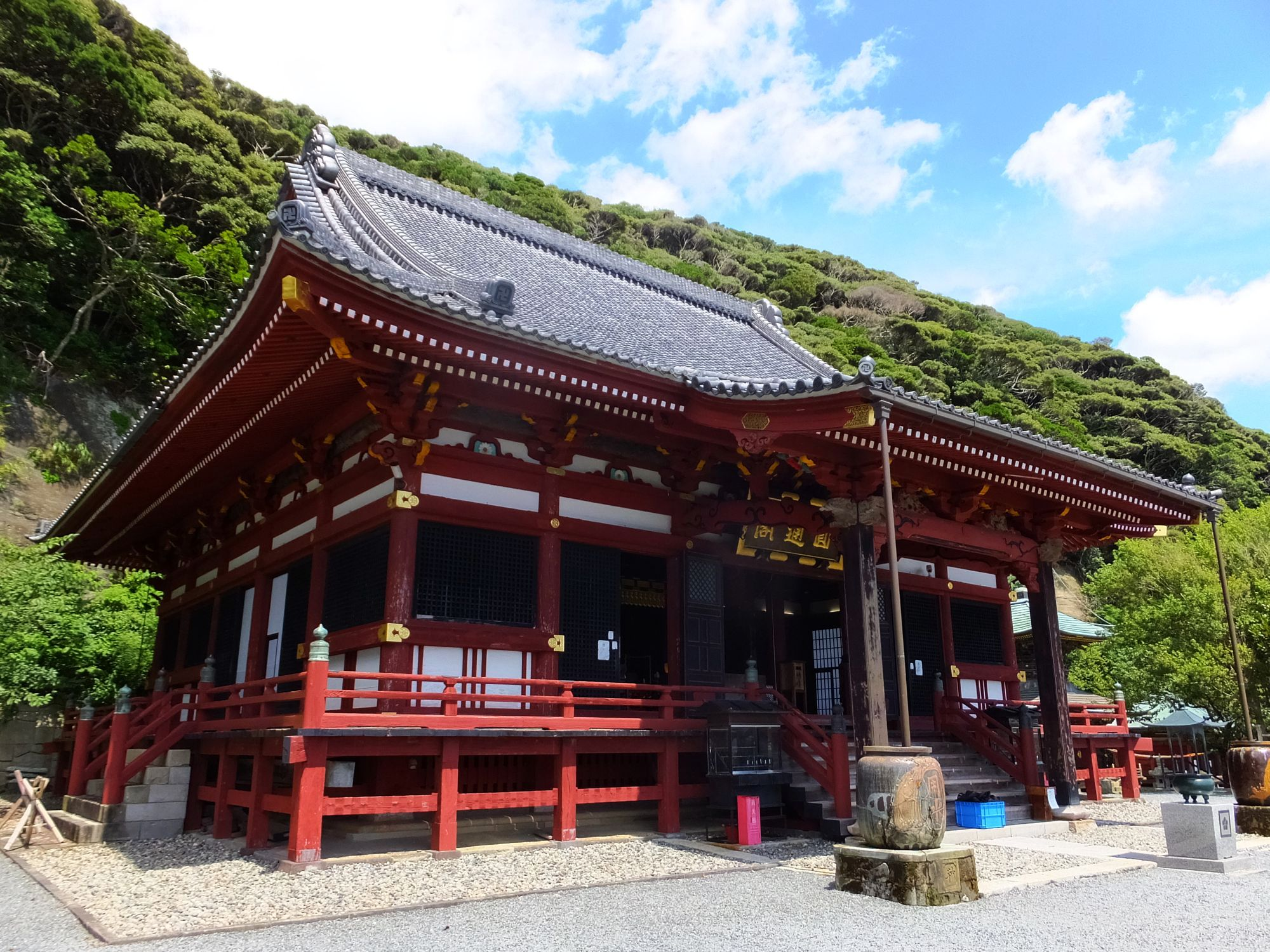
那古寺（那古観音）

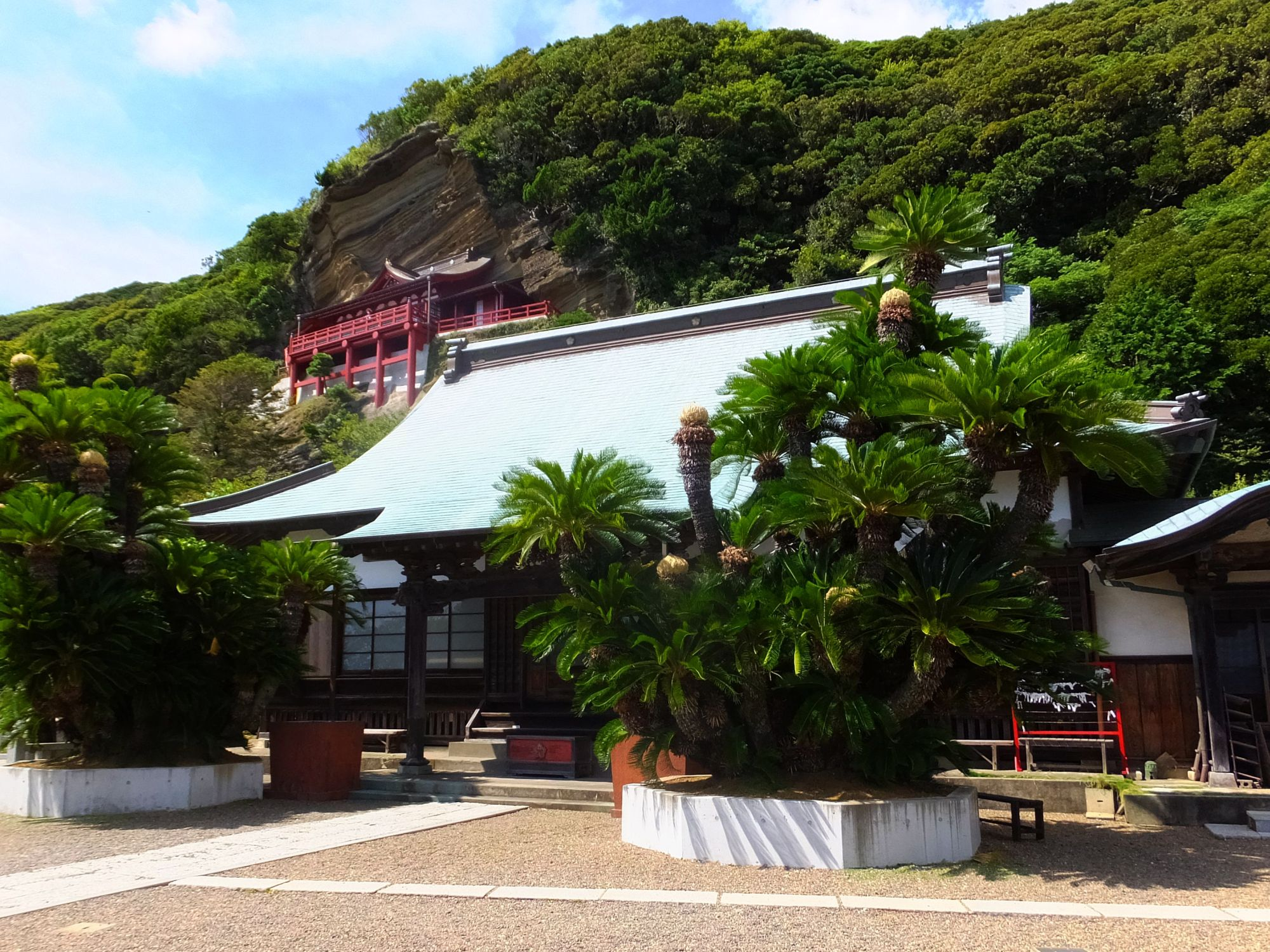
大福寺 (館山市)（崖觀音）

車站是位於那古地區，那古寺等的門前町。車站名稱的「船形」日文讀法為，地名的日文讀法為。
- 國道127號（日语：国道127号）
- 千葉縣道185號犬掛館山線（日语：千葉県道185号犬掛館山線）
- 千葉縣道302號館山富浦線（日语：千葉県道302号館山富浦線）
- 館山市若潮會堂
- 館山市立第一中學
- 館山市立船形小學
- 館山船形郵局
- 館山那古郵局
- 那古寺（那古觀音）
- 大福寺（日语：大福寺 (館山市)）（崖觀音）
- 潮音台展望台
- 那古海灘
- 船形漁港
- 親睦市場
- 千葉銀行那古船形分店
- 館山信用金庫（日语：館山信用金庫）那古船形分店
- 小戶（日语：おどや）船形店

## 巴士路線
| 乘車處   | 系統   | 主要途經                         | 目的地     | 巴士公司 | 備註 |
| -------- | ------ | -------------------------------- | ---------- | -------- | ---- |
| 船形站前 | 市內線 | 八幡神社前、館山站、下町         | 館山航空隊 | 日東交通 |      |
| 船形站前 | 市內線 | 富浦枇杷倶樂部、富浦站前、南無谷 | 小濱       | 日東交通 |      |

## 相鄰車站
東日本旅客鐵道（JR東日本）
■內房線
富浦－那古船形－館山

## 注腳

### 使用狀況
1. ↑  千葉縣統計年鑑 （页面存档备份，存于）（日語） - 千葉縣
2. ↑  館山市統計書 （页面存档备份，存于）（日語） - 館山市

JR東日本2000年度以後的乘車人次
1. ↑  各駅の乗車人員（2000年度） （页面存档备份，存于）（日語） - JR東日本
2. ↑  各駅の乗車人員（2001年度） （页面存档备份，存于）（日語） - JR東日本
3. ↑  各駅の乗車人員（2002年度） （页面存档备份，存于）（日語） - JR東日本
4. ↑  各駅の乗車人員（2003年度） （页面存档备份，存于）（日語） - JR東日本
5. ↑  各駅の乗車人員（2004年度） （页面存档备份，存于）（日語） - JR東日本
6. ↑  各駅の乗車人員（2005年度） （页面存档备份，存于）（日語） - JR東日本
7. ↑  各駅の乗車人員（2006年度） （页面存档备份，存于）（日語） - JR東日本
8. ↑  各駅の乗車人員（2007年度） （页面存档备份，存于）（日語） - JR東日本
9. ↑  各駅の乗車人員（2008年度） （页面存档备份，存于）（日語） - JR東日本
10. ↑  各駅の乗車人員（2009年度） （页面存档备份，存于）（日語） - JR東日本
11. ↑  各駅の乗車人員（2010年度） （页面存档备份，存于）（日語） - JR東日本
12. ↑  各駅の乗車人員（2011年度） （页面存档备份，存于）（日語） - JR東日本
13. ↑  各駅の乗車人員（2012年度） （页面存档备份，存于）（日語） - JR東日本
14. ↑  各駅の乗車人員（2013年度） （页面存档备份，存于）（日語） - JR東日本
15. ↑  各駅の乗車人員（2014年度） （页面存档备份，存于）（日語） - JR東日本
16. ↑  各駅の乗車人員（2015年度） （页面存档备份，存于）（日語） - JR東日本
17. ↑  各駅の乗車人員（2016年度） （页面存档备份，存于）（日語） - JR東日本
18. ↑  各駅の乗車人員（2017年度） （页面存档备份，存于）（日語） - JR東日本

千葉縣統計年鑑
1. ↑  千葉縣統計年鑑（平成3年） （页面存档备份，存于）（日語）
2. ↑  千葉縣統計年鑑（平成4年） （页面存档备份，存于）（日語）
3. ↑  千葉縣統計年鑑（平成5年） （页面存档备份，存于）（日語）
4. ↑  千葉縣統計年鑑（平成6年） （页面存档备份，存于）（日語）
5. ↑  千葉縣統計年鑑（平成7年） （页面存档备份，存于）（日語）
6. ↑  千葉縣統計年鑑（平成8年） （页面存档备份，存于）（日語）
7. ↑  千葉縣統計年鑑（平成9年） （页面存档备份，存于）（日語）
8. ↑  千葉縣統計年鑑（平成10年） （页面存档备份，存于）（日語）
9. ↑  千葉縣統計年鑑（平成11年） （页面存档备份，存于）（日語）
10. ↑  千葉縣統計年鑑（平成12年） （页面存档备份，存于）（日語）
11. ↑  千葉縣統計年鑑（平成13年） （页面存档备份，存于）（日語）
12. ↑  千葉縣統計年鑑（平成14年） （页面存档备份，存于）（日語）
13. ↑  千葉縣統計年鑑（平成15年） （页面存档备份，存于）（日語）
14. ↑  千葉縣統計年鑑（平成16年） （页面存档备份，存于）（日語）
15. ↑  千葉縣統計年鑑（平成17年） （页面存档备份，存于）（日語）
16. ↑  千葉縣統計年鑑（平成18年） （页面存档备份，存于）（日語）
17. ↑  千葉縣統計年鑑（平成19年） （页面存档备份，存于）（日語）
18. ↑  千葉縣統計年鑑（平成20年） （页面存档备份，存于）（日語）
19. ↑  千葉縣統計年鑑（平成21年） （页面存档备份，存于）（日語）
20. ↑  千葉縣統計年鑑（平成22年） （页面存档备份，存于）（日語）
21. ↑  千葉縣統計年鑑（平成23年） （页面存档备份，存于）（日語）
22. ↑  千葉縣統計年鑑（平成24年） （页面存档备份，存于）（日語）
23. ↑  千葉縣統計年鑑（平成25年） （页面存档备份，存于）（日語）
24. ↑  千葉縣統計年鑑（平成26年） （页面存档备份，存于）（日語）
25. ↑  千葉縣統計年鑑（平成27年） （页面存档备份，存于）（日語）
26. ↑  千葉縣統計年鑑（平成28年） （页面存档备份，存于）（日語）
27. ↑  千葉縣統計年鑑（平成29年） （页面存档备份，存于）（日語）
28. ↑  千葉縣統計年鑑（平成30年） （页面存档备份，存于）（日語）

## 外部連結
- 車站資訊（那古船形）：東日本旅客鐵道（日語）